# Oghul Qaïmich
Oghul Qaïmich (mongol (écriture cyrillique) : Огул Каймиш), est une khatoun, épouse de Güyük, troisième khan suprême des Mongols, fils d'Ögedei et petit-fils de Gengis Khan. Elle est la régente de l'Empire mongol de 1248 à 1251.
Oghul Qaimish provient de la tribu Merkit et épouse Güyük dans les années 1220. Elle joue un rôle mineur dans ses activités politiques, que ce soit avant ou pendant son mandat de khan. Après sa mort, sa régence est inefficace et confuse, ses fils Khoja et Naqu agissant souvent en opposition. Pendant ce temps, ses adversaires politiques Batu Khan et Sorghaghtani Beki font élire comme khan le fils de Sorghaghtani, Möngke, en 1250. Après son accession au trône, Oghul Qaimish est impliquée dans une tentative de coup d'État manquée de Naqu. En représailles à son refus de se soumettre, Möngke la fait emprisonner, torturer et, après une parodie de procès, exécuter.

## Biographie

### Jeunesse et mariage
L'année précise de la naissance d'Oghul Qaimish est inconnue : l'historienne Anne Broadbridge estime, en se basant sur la date approximative de son mariage, qu'elle est née au début des années 1200. Son nom personnel, d'origine turque, signifie « [Nous] recherchions un garçon », reflétant la frustration présumée de ses parents face à l'absence d'un enfant mâle.
Oghul Qaimish est né dans la tribu Merkit, qui est soumise en 1204 par Gengis Khan. Les Merkits sont initialement autorisés à conserver leur identité tribale, mais Gengis les punit lourdement après leur rébellion en 1216 : son général Subutai tue les chefs Merkit en 1218, et les membres survivants de la tribu sont dispersés comme esclaves parmi les sujets loyaux de Gengis,. Il est peu probable que les membres masculins de la famille d'Oghul Qaimish aient survécu. Ses proches parents sont probablement tenus à l'écart de la société mongole.
Au début des années 1220, Oghul Qaimish est donnée comme épouse à Güyük. Il est le fils aîné du troisième fils et héritier de Gengis, Ögedei, et de sa principale épouse Töregene, qui est également née en tant que membre de la tribu Merkit,. En tant que membre d'une tribu divisée qui apporte peu de connexions politiques au mariage, Oghul Qaimish est un piètre partenaire stratégique pour Güyük : Broadbridge spécule que Töregene a peut-être délibérément négligé des épouses plus réputées en raison de son propre héritage Merkit. Güyük et Oghul Qaimish ont deux fils nommés Khoja et Naqu, et peut-être est-elle également la mère des trois filles connues de Güyük : Elmish, Babaqan/Babaqal et une dont le nom est inconnu.
On ne sait pas si Oghul Qaimish a une quelconque influence sur la vie politique de Güyük après que son père soit devenu khan de l'Empire mongol en 1229. À partir de 1235, Güyük est le chef de la campagne occidentale contre la Rus' de Kiev, au cours de laquelle il insulte et gagne l'inimitié de Batu Khan, le descendant le plus ancien de Gengis,. En 1246, Güyük accède au trône, mais sa santé de se détériore et il meurt à Qum-Senggir en avril 1248.

### Régence
À la suggestion de Sorghaghtani Beki, la belle-soeur influente de Batu et d'Ögedei, Oghul Qaimish prend le poste de régent avec le soutien de Qadaq, l'ancien tuteur de Güyük, et des fonctionnaires Chinqai et Bala,,. Elle envoie des messagers annonçant la mort du khan et emmène son corps sur ses terres (près de l'actuelle Tacheng) pour l'enterrer,,. Contrairement à Töregene, Oghul Qaimish n'a pas confiance en la politique : elle n'a pas d'objectifs politiques évidents, néglige généralement l'administration de l'empire et aurait passé une grande partie de son temps à fréquenter des chamans,.
Elle se heurte rapidement à Batu, qui annonce vouloir tenir le qurultay de la succession dans son camp près d'Issyk-Kul dans l'actuel Kirghizistan, expliquant que sa mauvaise goutte et ses chevaux faibles l'empêchent de se rendre au cœur du pays mongol. C'est un prétexte pour s'assurer que le kurultai serait plus favorable à son successeur préféré, le fils de Sorghaghtani, Möngke,,. Oghul Qaimish n'y assiste pas et envoie simplement un représentant. Ses fils négligent également d'y assister et l'historien Peter Jackson émet l'hypothèse que Batu les a trompés avec des garanties favorables. Ils agissaient indépendamment des choix de leur mère, qui apporte son soutien à Shiremun,,.
Après l'accession au trône de Möngke, Oghul Qaimish et la plupart des autres non-présents refusent de le reconnaître et tentent d'organiser un nouveau kurultai. Cependant les liquidités d'Oghul Qaimish sont limitées car elle est incapable de collecter efficacement les impôts. Elle reçoit, en 1249, l'ambassade envoyée auprès de Güyük par le roi de France Louis IX et conduite par le dominicain André de Longjumeau. Elle tente, par cet intermédiaire, d'obtenir une certaine légitimité politique mais ne parvient pas à organiser un kurultai viable qui s'oppose au précédent.
Elle collabore à la planification d'un coup d'État déjoué par un agent de Mongke, qui soumet l'ensemble des partisans à un châtiment public. Oghul Qaimish est déshabillée, torturée avec des fouets et bâtons enflammés, puis soumise à une parodie de procès où elle est reconnue coupable de sorcellerie et condamnée à mort. Elle est enveloppée dans du feutre et jetée dans la rivière Kherlen pour se noyer,,,.